# Аквапарки України
Список аквапарків України
| Нр | Назва                 | Розташування            |
| -- | --------------------- | ----------------------- |
| 1  | «Цунамі»              | Івано-Франківськ        |
| 2  | «Пляж»                | Львів                   |
| 3  | «Острів Скарбів»      | Кирилівка               |
| 4  | «Термінал»            | Бровари                 |
| 5  | «Посейдон»            | Чабанка, Одеса          |
| 6  | «Судак»               | Судак                   |
| 7  | «Голуба затока»       | Сімеїз                  |
| 8  | «Мигдалевий гай»      | Алушта                  |
| 9  | «Бананова республіка» | Саки                    |
| 10 | «Мис доброї надії»    | Бердянськ               |
| 11 | «Лімпопо»             | Тернопіль               |
| 12 | «Коктебель»           | Феодосія, смт Коктебель |
| 13 | «Джунглі»             | Харків                  |
| 14 | «Коблеве»             | Коблеве                 |
| 15 | «Зурбаган»            | Севастополь             |
| 16 | «Аттіка»              | Очаків                  |
| 17 | «7 ОКЕАН»             | Хмельницький            |
| 18 | «Аквасфера»           | Донецьк                 |
| 19 | «Акваленд»            | Генгірка                |
| 20 | «Акваленд»            | Залізний Порт           |
| 21 | «Мавка»               | Буковель                |
| 22 | «Happy Day»           | Дніпро                  |

## Колишні
| Нр | Назва          | Розташування |
| -- | -------------- | ------------ |
|    | «Dream Island» | Київ         |